# Boran-sur-Oise
Boran-sur-Oise – miejscowość i gmina we Francji, w regionie Hauts-de-France, w departamencie Oise.
Według danych na rok 1990 gminę zamieszkiwało 2141 osób, a gęstość zaludnienia wynosiła 190 osób/km² (wśród 2293 gmin Pikardii Boran-sur-Oise plasuje się na 126. miejscu pod względem liczby ludności, natomiast pod względem powierzchni na miejscu 369.).